# Hiroshi Nakano (fotbollsspelare)
Hiroshi Nakano (中野 洋司 Nakano Hiroshi?), född 23 oktober 1983 i Saga prefektur, är en japansk fotbollsspelare.
Nakano började sin karriär 2006 i Albirex Niigata. Efter Albirex Niigata spelade han för Yokohama FC och Tochigi SC. Han avslutade karriären 2015.